# Yuan Hua
Yuan Hua (en chino: 袁华; Liaoyang, 16 de abril de 1974) es una deportista china que compitió en judo.
Participó en los Juegos Olímpicos de Sídney 2000, obteniendo una medalla de oro en la categoría de +78 kg. En los Juegos Asiáticos de 1998 consiguió una medalla de oro.
Ganó tres medallas en el Campeonato Mundial de Judo entre los años 1997 y 2001, y cuatro medallas en el Campeonato Asiático de Judo, en los años 1996 y 2007.

## Palmarés internacional
| Juegos Olímpicos    | Juegos Olímpicos             | Juegos Olímpicos  | Juegos Olímpicos |
| Año                 | Lugar                        | Medalla           | Categoría        |
| ------------------- | ---------------------------- | ----------------- | ---------------- |
| 2000                | Sídney (Australia)           | Medalla de oro    | +78 kg           |
| Campeonato Mundial  |                              |                   |                  |
| Año                 | Lugar                        | Medalla           | Categoría        |
| 1997                | París (Francia)              | Medalla de bronce | Abierta          |
| 1999                | Birmingham (Reino Unido)     | Medalla de plata  | +78 kg           |
| 2001                | Múnich (Alemania)            | Medalla de oro    | +78 kg           |
| Juegos Asiáticos    |                              |                   |                  |
| Año                 | Lugar                        | Medalla           | Categoría        |
| 1998                | Bangkok (Tailandia)          | Medalla de oro    | +78 kg           |
| Campeonato Asiático |                              |                   |                  |
| Año                 | Lugar                        | Medalla           | Categoría        |
| 1996                | Ciudad Ho Chi Minh (Vietnam) | Medalla de oro    | +72 kg           |
| 1996                | Ciudad Ho Chi Minh (Vietnam) | Medalla de oro    | Abierta          |
| 2007                | Kuwait (Kuwait)              | Medalla de oro    | Abierta          |
| 2007                | Kuwait (Kuwait)              | Medalla de bronce | +78 kg           |